# 歐蓍草
洋蓍草（学名：Achillea millefolium，拼音：shī ㄕ），又名欧蓍、千叶蓍、锯草、西洋蓍草、羽衣草、魔鬼蕁麻，是菊科蓍属的多年生草本植物。分布在蒙古、伊朗、欧洲、俄罗斯、非洲以及中国大陆的东北、内蒙古、新疆等地，生长于海拔200米至2,300米的地区，见于湿草地、荒地和铁路沿线，目前已由人工引种栽培。

## 特征
根茎为匍匐状，茎直立，株高20－100厘米，有细条纹，包有白色柔毛；叶为披针形、矩圆状披针形或近条形，长5－20厘米，宽1－1.5厘米，有羽状深裂，叶片边缘有锐锯齿；花为伞房状花序；果实为瘦果，有冠毛。广泛分布于北半球各地。由于有不同的亚种，花色各异，其中作为花卉培育的品种原产于美洲，因此也被称为西洋蓍草。野生品种分布在温带的草原和林间空地中，比较耐旱。

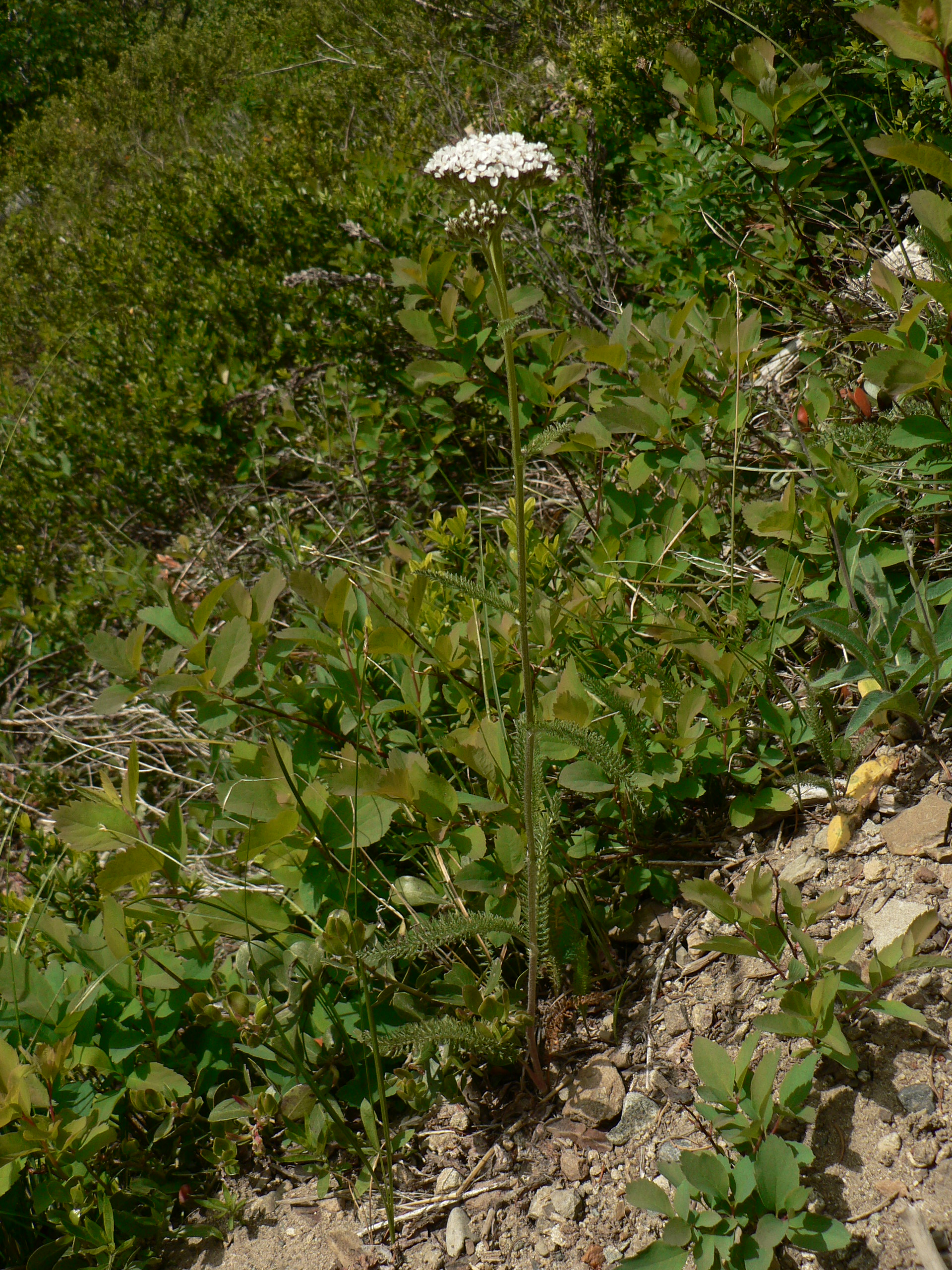
植株
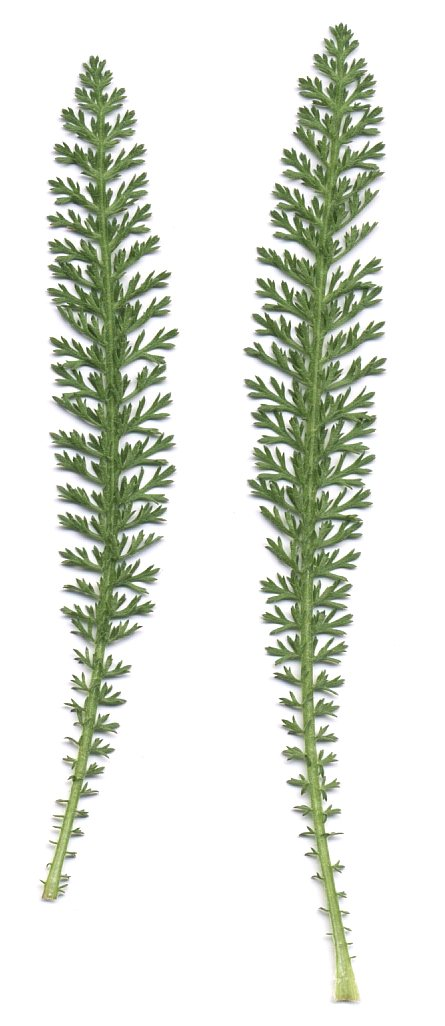
葉
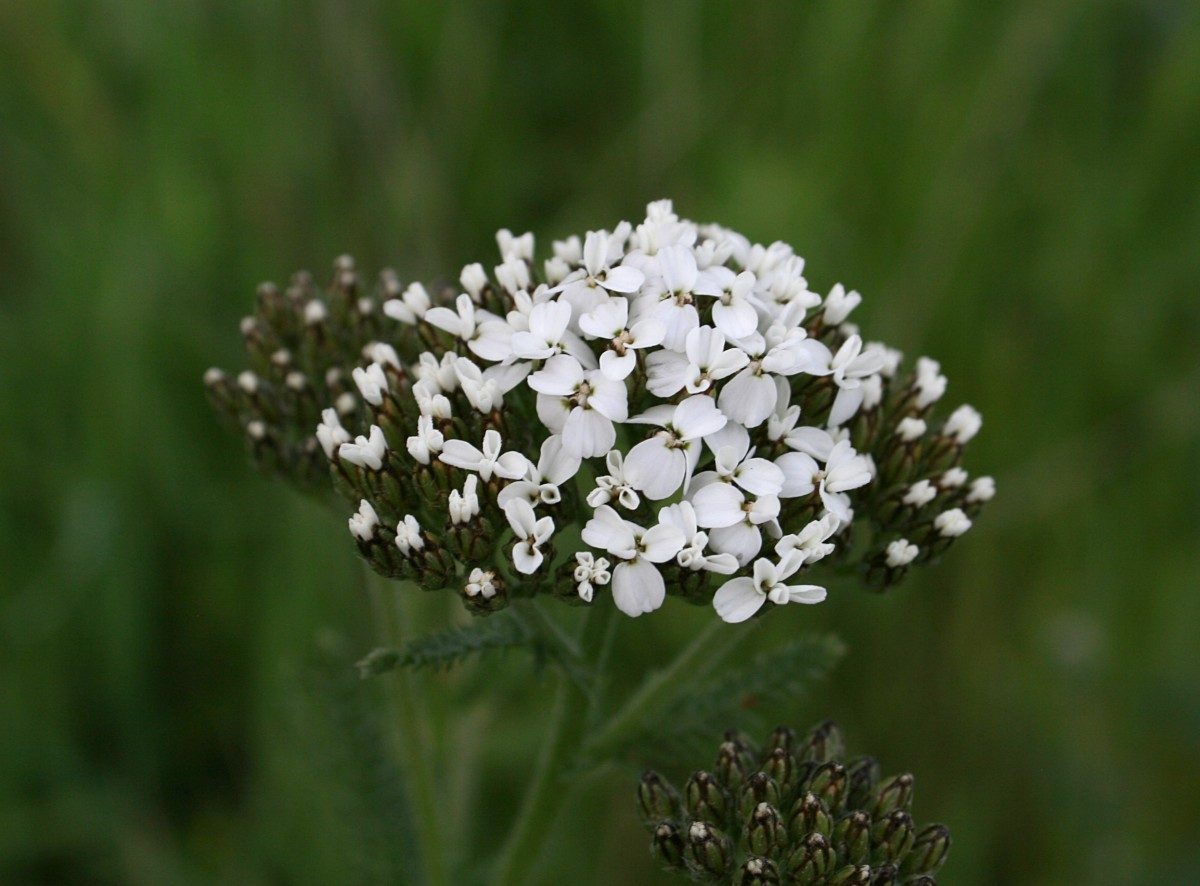
含苞待放的花
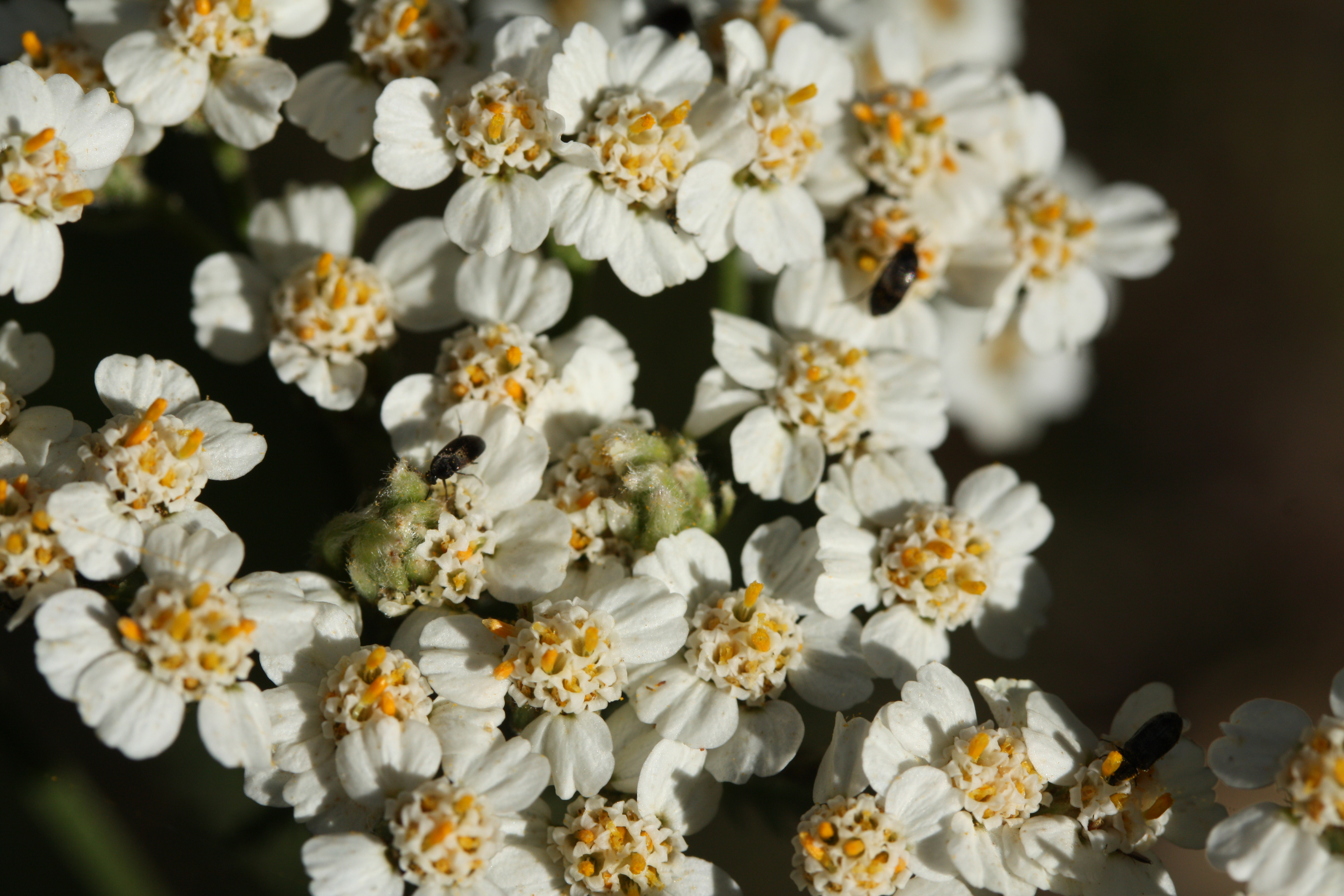
花
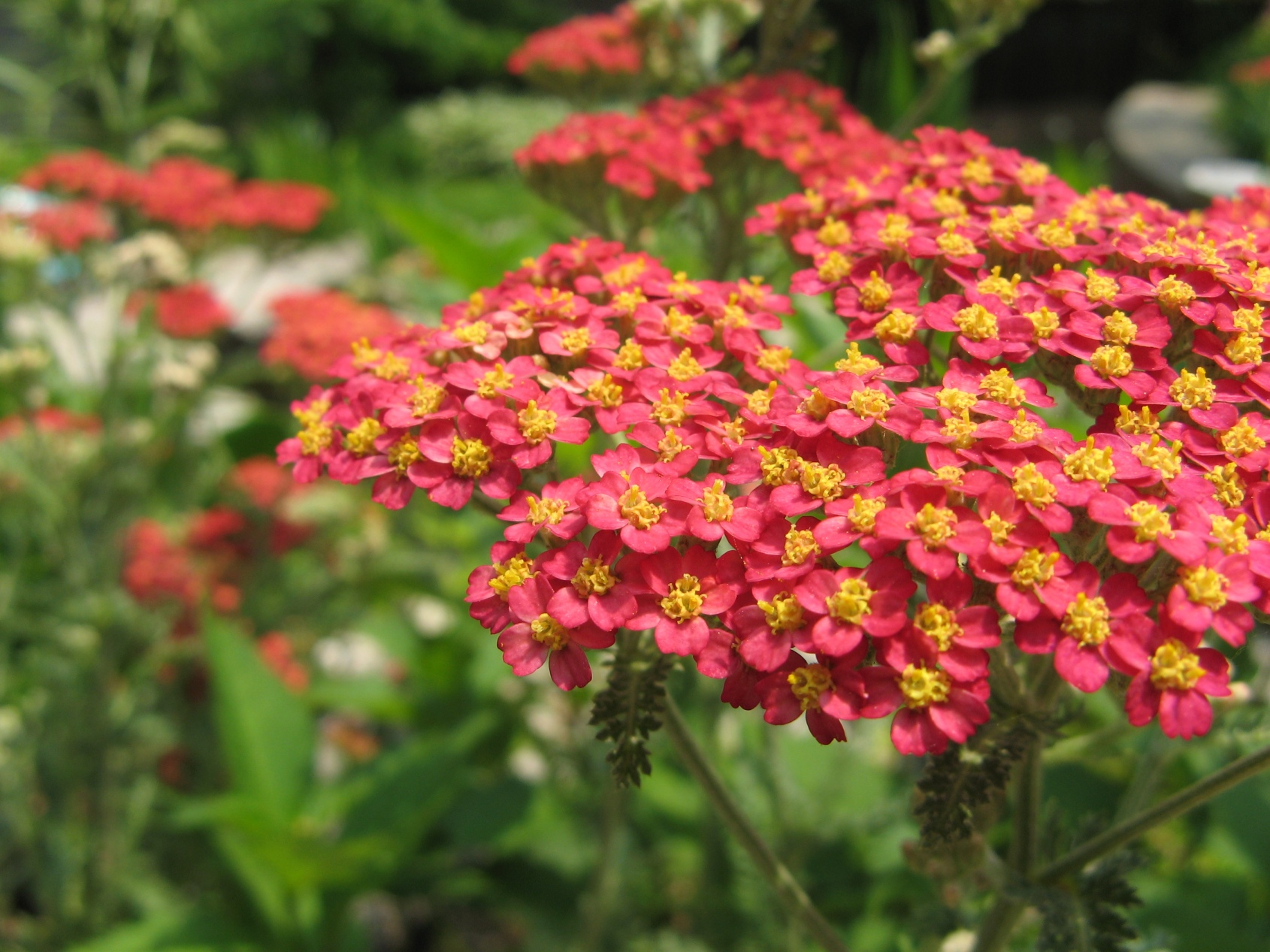
花 (紅)
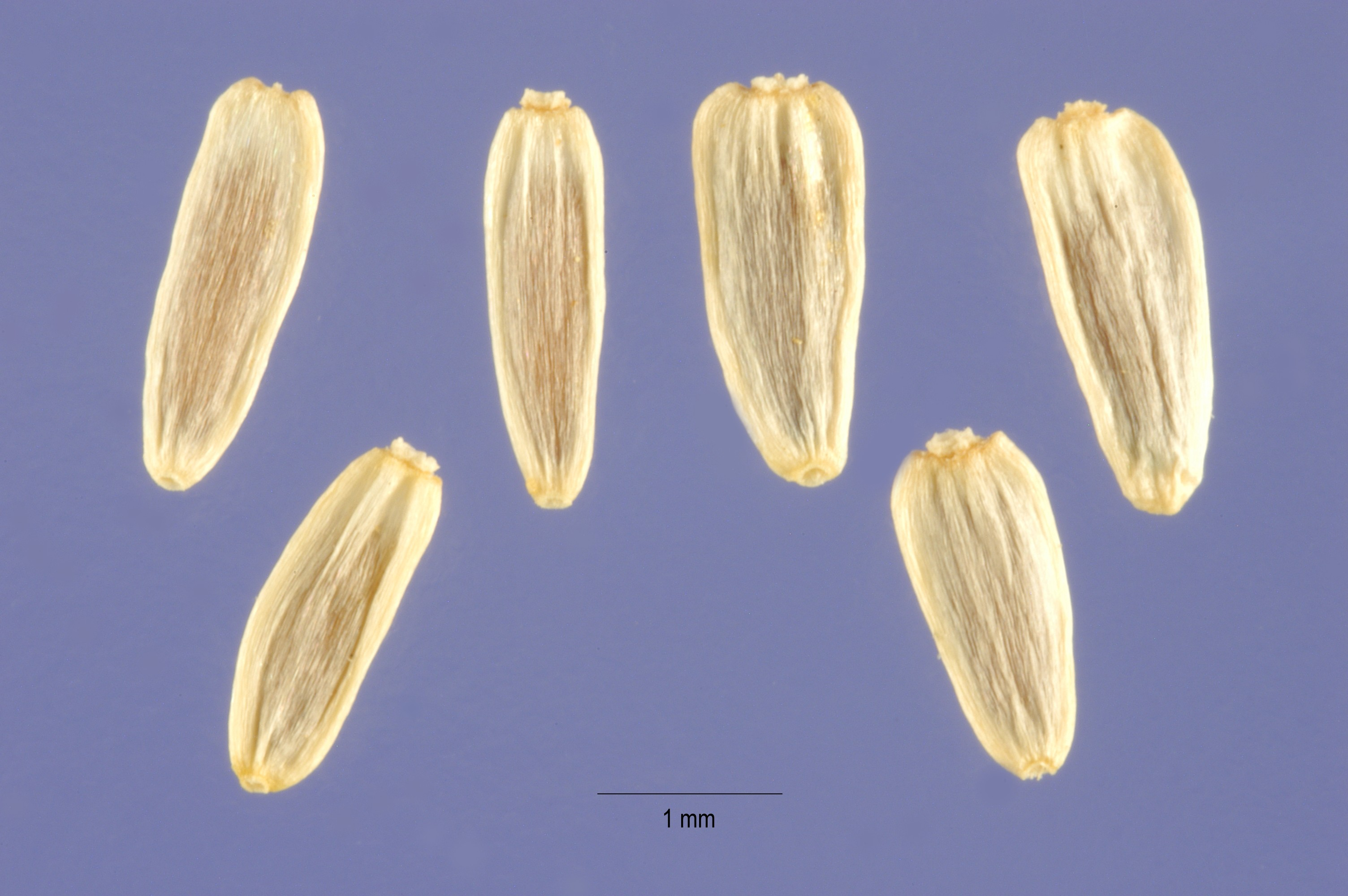
種子

## 主要亚种
- Achillea millefolium subsp. millefolium
  - Achillea millefolium subsp. millefolium var. millefolium - 原生于欧洲和亚洲
  - Achillea millefolium subsp. millefolium var. alpicola - 原生于北美洲洛矶山脉
  - Achillea millefolium subsp. millefolium var. borealis - 原生于北极区域
  - Achillea millefolium subsp. millefolium var. californica - 原生于北美洲西海岸
  - Achillea millefolium subsp. millefolium var. occidentalis - 原生于北美洲
  - Achillea millefolium subsp. millefolium var. pacifica - 原生于北美洲西海岸
  - Achillea millefolium subsp. millefolium var. puberula - 原生于北美洲西海岸
  - Achillea millefolium subsp. millefolium var. rubra - 原生于北美洲东海岸
- Achillea millefolium subsp. chitralensis - 原生于喜马拉雅山西部
- Achillea millefolium subsp. sudetica - 原生于欧洲阿尔卑斯山区

## 应用
千叶蓍全草可以入药，用于医治风湿痛和毒蛇咬伤；中世纪的欧洲，用来作为啤酒的添加剂；17世纪时，其嫩芽常作为蔬菜，可以烹饪或作汤。在中国古代的《易经》中，用蓍草（高山蓍）乾燥的茎来占卜。
日本名為西洋鋸草的西洋蓍草精油，像蕨類般令人聯想起羽毛的葉片，別稱1000片葉片，綻開白色花，在蘇格蘭被認為有驅除惡靈的力量，故來占卜當護身府，且被教會使用。據神話記載，阿奇特巫師在特洛伊戰爭受傷時，士兵曾用西洋蓍草給予治療。對強身、治萬病有效的這種香藥草，也以改善經痛等婦女病聞名。精油呈現美麗的藍色，這是因含有稱為母菊薁的芳香成分所致，能幫助殺菌或抗炎症。

## 現代藥理用途
又稱【soldier's herb】，有抗發炎、利尿和抗菌的功效。有助於治療黏液、促進血液凝結和增加流汗。可以調節月經、減少過量的出血和減輕痙攣。有助於肌肉痙攣、發燒、腸胃病、發炎的疾病和病毒感染。局部使用可止血和促進痊癒。可作為刺激陰道的沖洗劑。要特別注意的是，他會干擾鐵和其他礦物質的吸收，對太陽敏感者不可單獨使用，懷孕期間不可使用。

## 民俗植物學
民俗植物学译自Ethnobotany。在北美原住民民俗中，蓍的部分用途如下：
1. 碎葉制成煙草或草藥茶，有令人愉悦的气味（土著民族Blackfoot）[6]；也可藥用，能緩解頭痛，也用於呼吸系統疾病。（土著民族Algonquin）[7]。草药茶可作為日常滋補品服用（土著民族Quinault）[8]
2. 在宗教儀式中用来吸食。（土著民族Ojibwa）[9]
3. 制成的植物膏藥能治療開放性潰瘍。（土著民族Crow）[10]制成泥敷劑，應用於受風濕病影響的關節。（土著民族Gosiute）[11]
4. 用于草药浴，可緩解關節炎或風濕痛（土著民族Okanagan-Colville）[12]

## 延伸阅读
[在维基数据编辑]
 《欽定古今圖書集成·博物彙編·草木典·蓍部》，出自陈梦雷《古今圖書集成》
 《植物名實圖考·蓍》，出自吳其濬《植物名實圖考》